# Pănet, Mureș
Pănet (în maghiară Mezőpanit) este satul de reședință al comunei cu același nume din județul Mureș, Transilvania, România.

## Istoric
Satul Pănet este atestat documentar în anul 1332 cu numele Pambus.
Pe Harta Iosefină a Transilvaniei din 1769-1773 (Sectio 127), localitatea apare sub numele de „Panith”.

## Localizare
Localitate situată pe râul Cuieșd, pe drumul județean Târgu Mureș - Band - Șăulia.

## Obiective turistice
- Biserica Sfinții Arhangheli (edificiu cultural de interes național).
- Biserica Reformată-Calvină, construită în anul 1787.

## Imagini

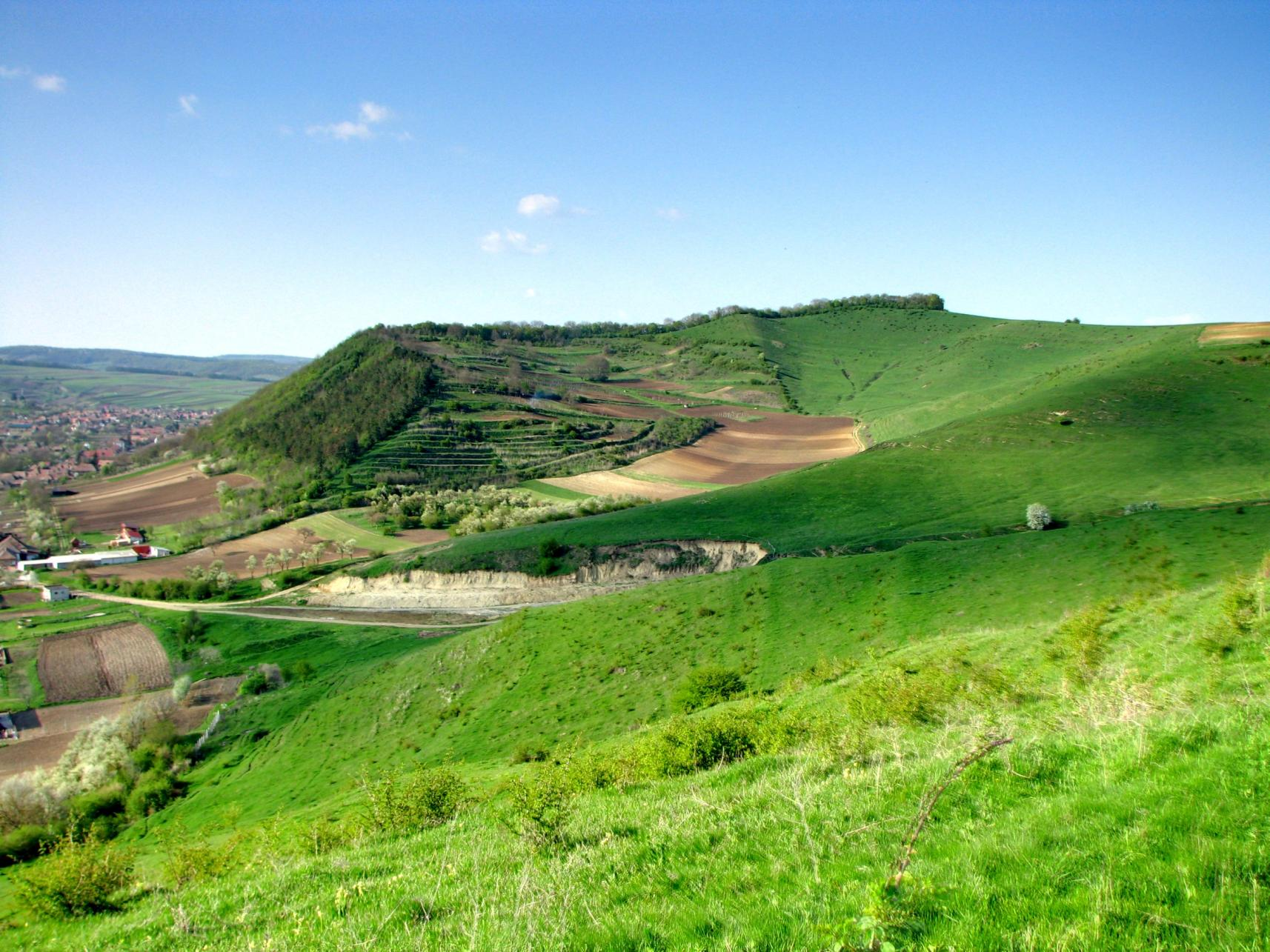
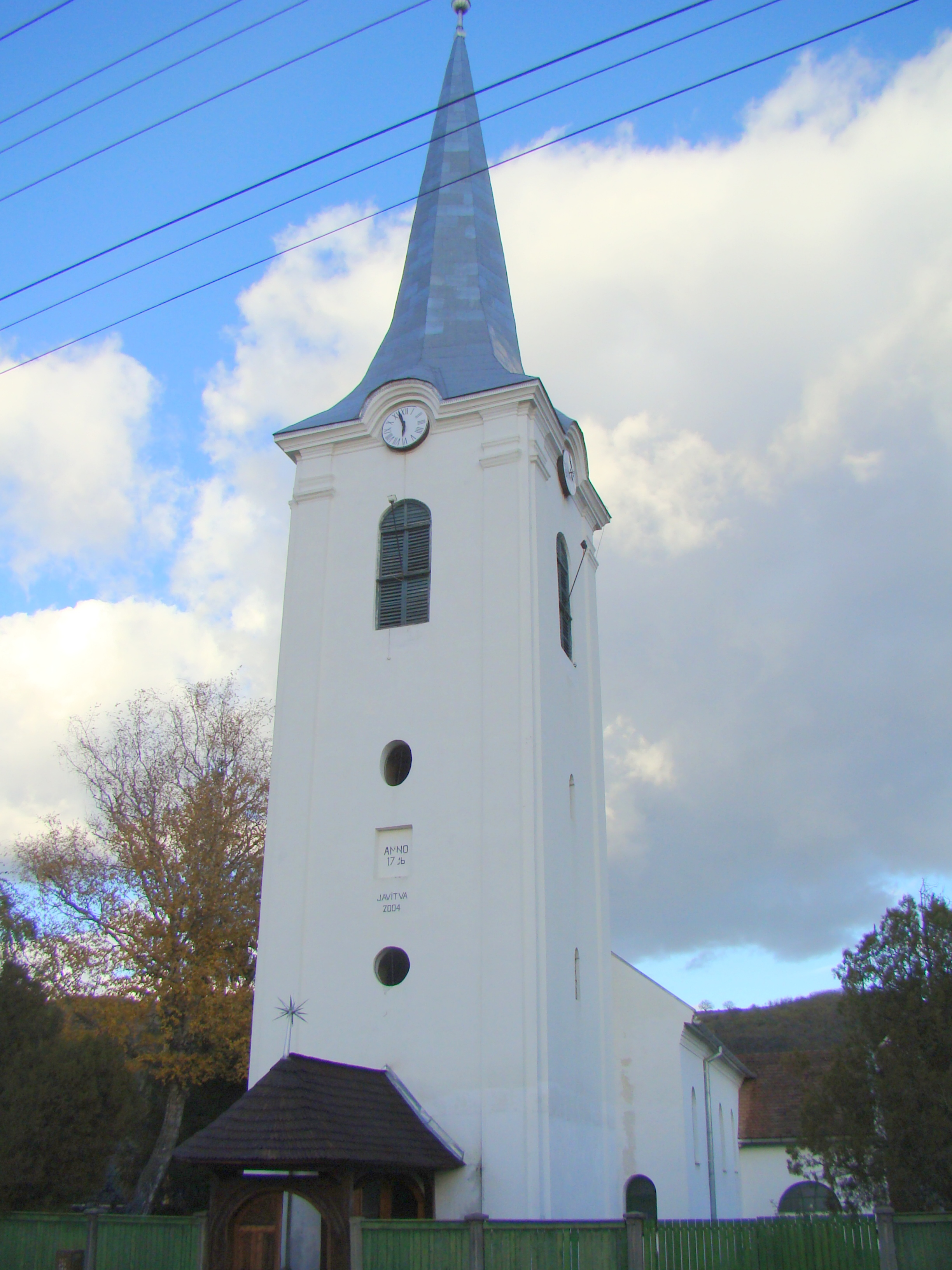
Biserica reformată
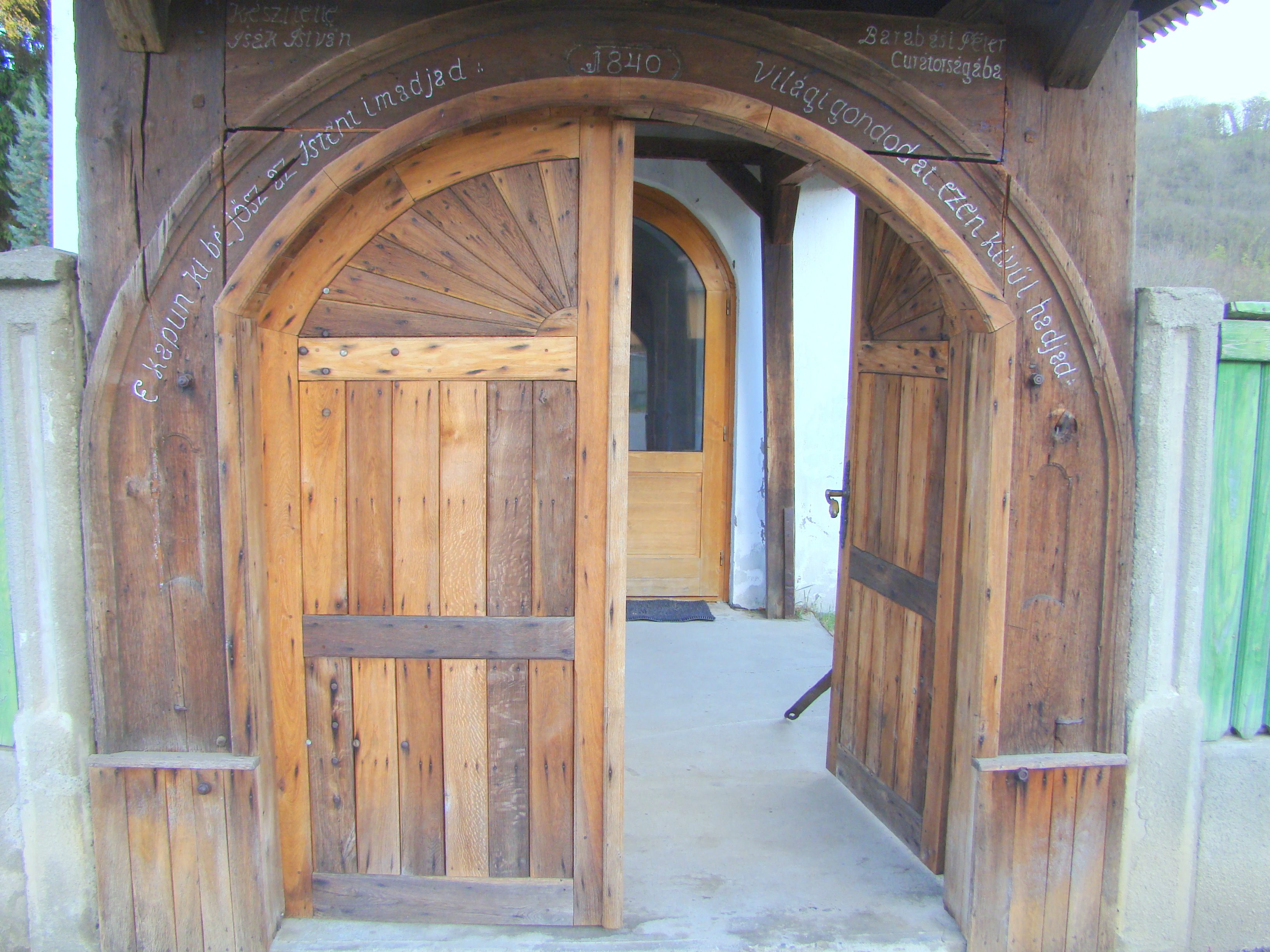
Poarta de lemn a bisericii reformate (monument istoric)
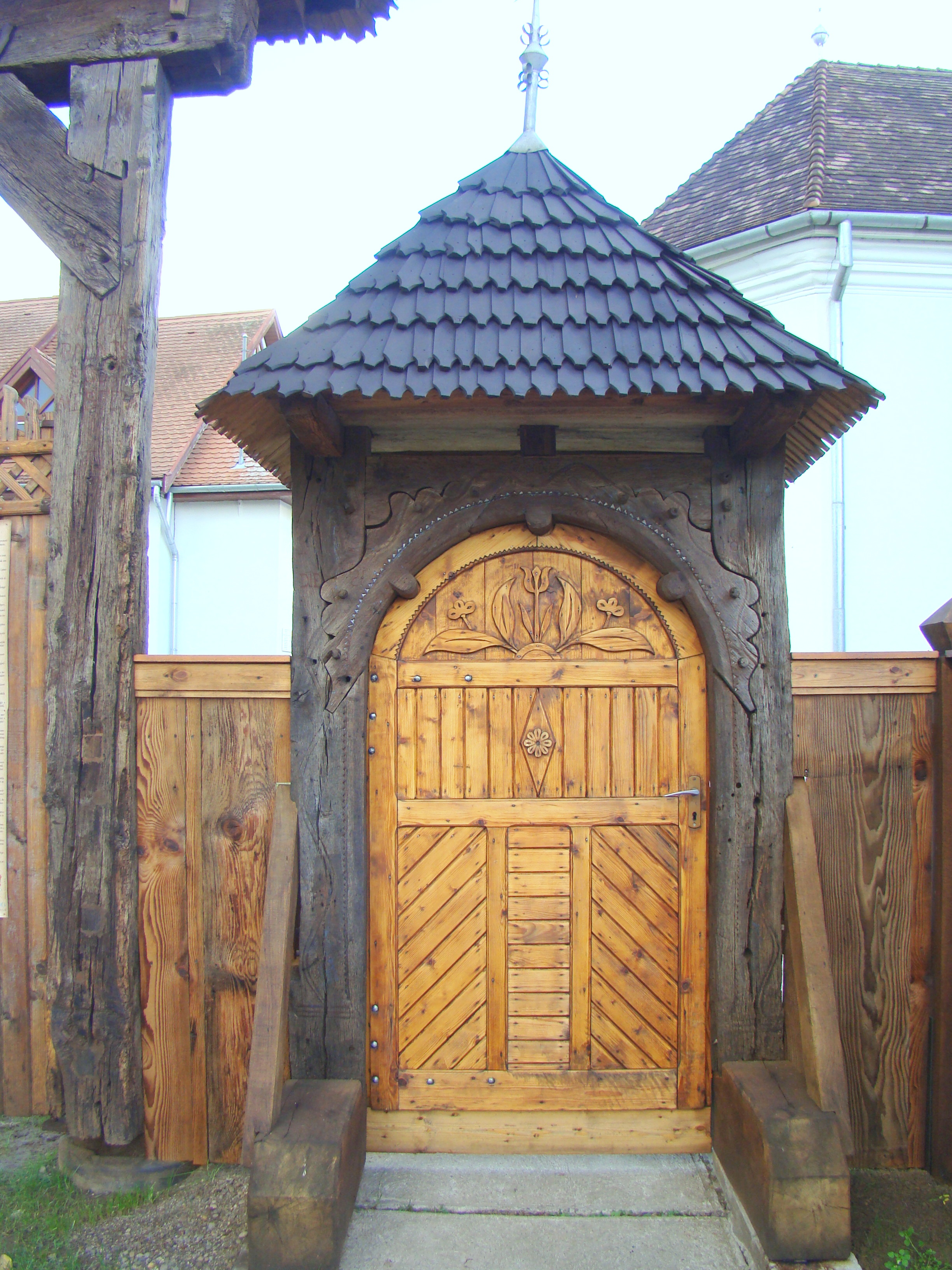
Poarta de lemn a bisericii reformate (monument istoric)
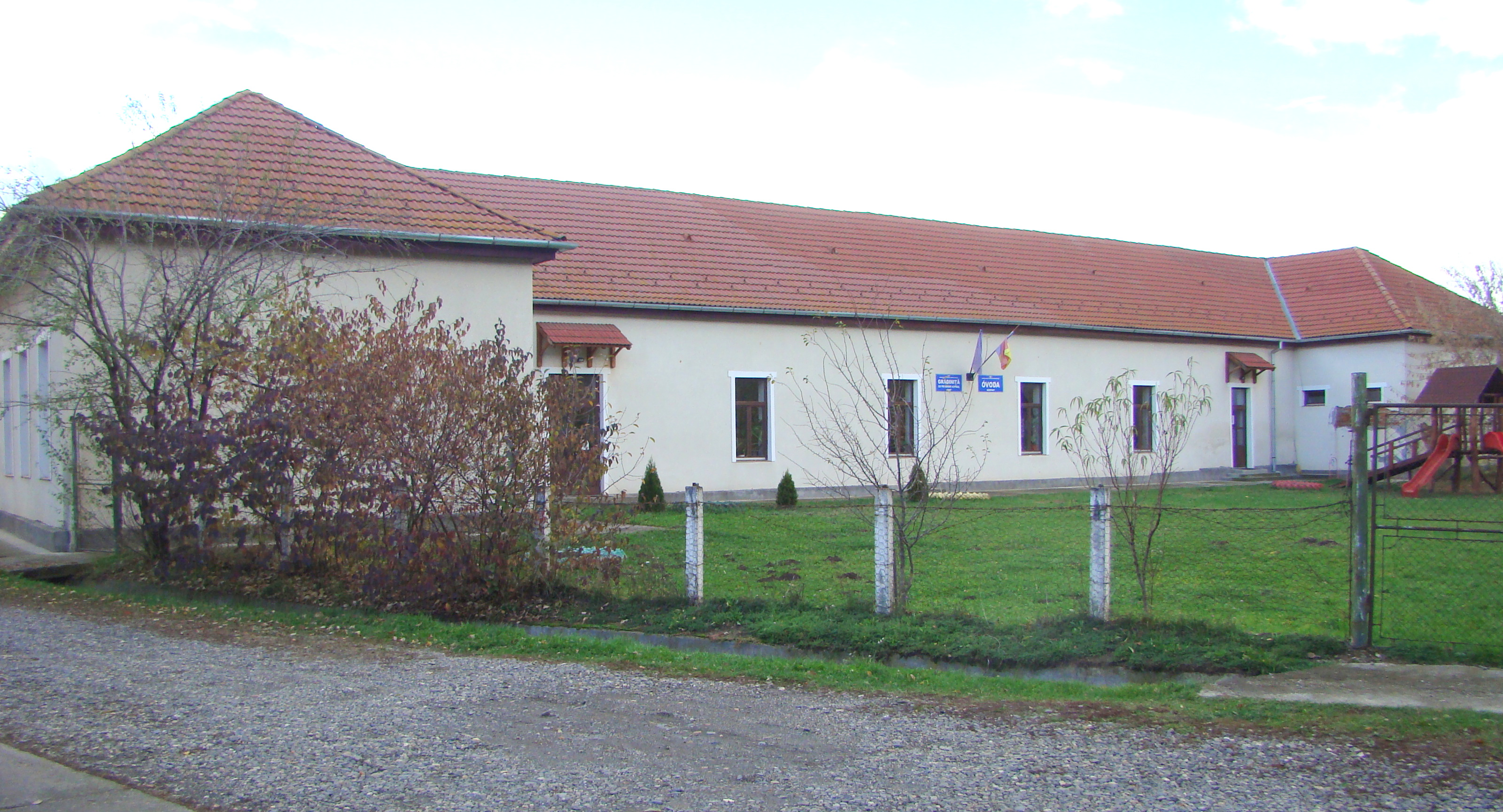
Grădiniţa
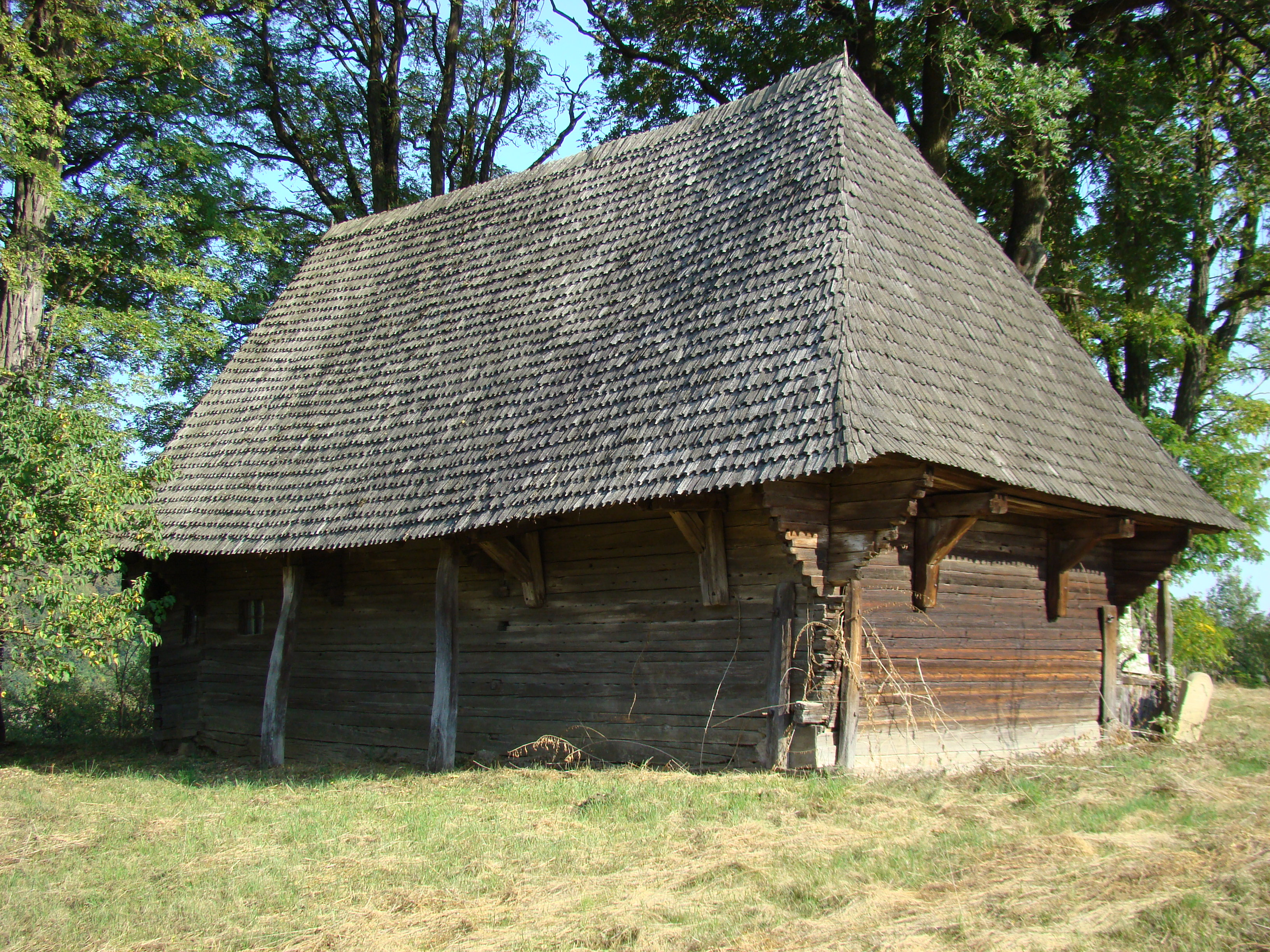
Biserica de lemn (monument istoric)
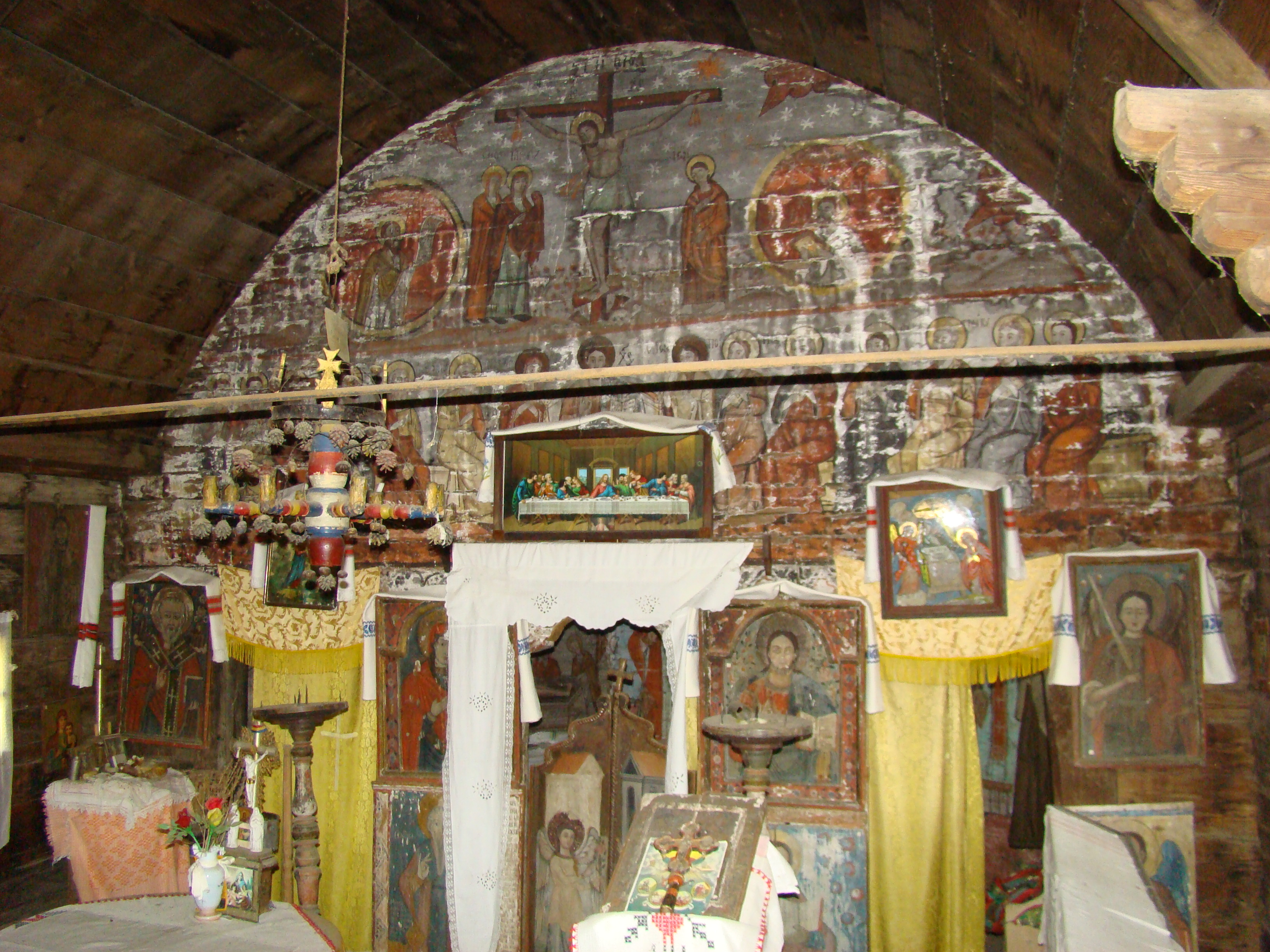
Biserica de lemn (monument istoric)
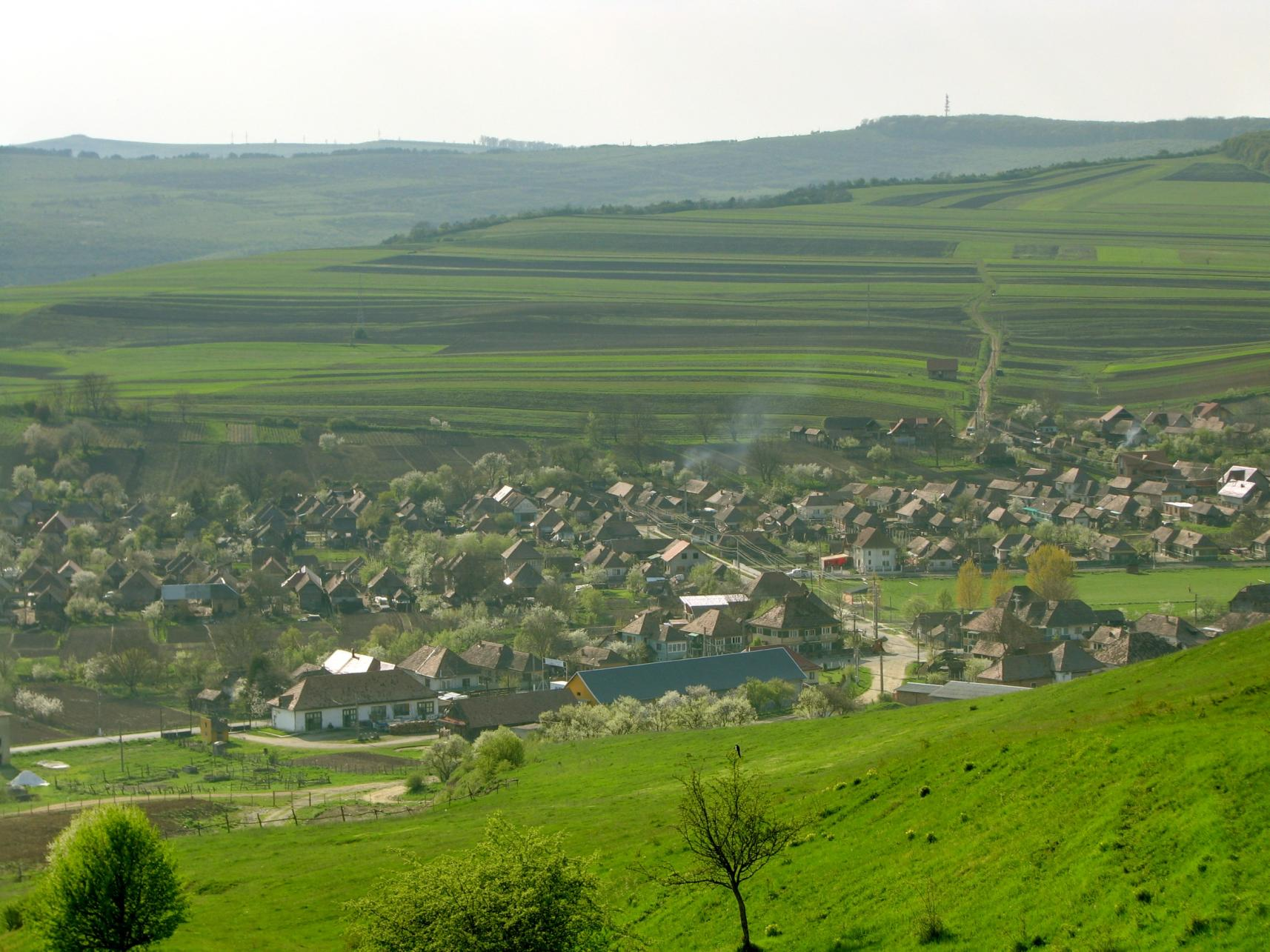